# Maria Roberta Schranz
Maria Roberta Schranz, detta Beba (Domodossola, 22 dicembre 1952), è un'ex sciatrice alpina italiana.

## Biografia
Sciatrice polivalente, la Schranz, walser di Macugnaga, debuttò in campo internazionale in occasione del trofeo Zlata lisica 1968, il 20 gennaio a Maribor in slalom gigante (39ª), ed esordì in Coppa del Mondo il 1º marzo seguente all'Abetone in slalom speciale (10ª); ai Mondiali di Val Gardena 1970, sua unica presenza iridata, si classificò 27ª nello slalom gigante e non completò lo slalom speciale. In Coppa del Mondo ottenne il miglior piazzamento il 9 gennaio 1971 a Oberstaufen in slalom speciale (8ª), gli ultimi punti il 3 gennaio seguente nella medesima località in slalom gigante (10ª), l'ultimo piazzamento il 18 gennaio dello stesso anno a Grindelwald in discesa libera (27ª) e prese per l'ultima volta il via giorno seguente nella medesima località in slalom speciale, senza completare la prova. Non prese parte a rassegne olimpiche: sebbene si fosse qualificata per gli XI Giochi olimpici invernali di Sapporo 1972, la nazionale italiana decise in seguito non portare una delegazione femminile a quell'edizione dei Giochi e la Schranz scelse quindi di ritirarsi.

## Palmarès

### Coppa del Mondo
- Miglior piazzamento in classifica generale: 32ª nel 1971

### Campionati italiani
- 1 medaglia[7]:
  - 1 argento (slalom speciale nel 1970)